# Saronno Foot Ball Club 1963-1964
Questa voce raccoglie le informazioni riguardanti il Saronno Foot Ball Club nelle competizioni ufficiali della stagione 1963-1964.

## Rosa
| N. |                   | Ruolo | Calciatore        |
| -- | ----------------- | ----- | ----------------- |
|    | Italia (bandiera) | D     | Mario Binaghi     |
|    | Italia (bandiera) | A     | Andrea Bonzi      |
|    | Italia (bandiera) | D     | Luciano Bosco     |
|    | Italia (bandiera) | A     | Antonio Catano    |
|    | Italia (bandiera) | C     | Mario Cattaneo    |
|    | Italia (bandiera) | C     | Silvano Cattaneo  |
|    | Italia (bandiera) | C     | Enrico Cesati     |
|    | Italia (bandiera) |       | Cortellezzi       |
|    | Italia (bandiera) |       | Della Bosca       |
|    | Italia (bandiera) | C     | Luigi Farina      |
|    | Italia (bandiera) | A     | Giuseppe Frigerio |
|    | Italia (bandiera) | C     | Giampaolo Grilli  |

| N. |                   | Ruolo | Calciatore        |
| -- | ----------------- | ----- | ----------------- |
|    | Italia (bandiera) | A     | Cesare Maggioni   |
|    | Italia (bandiera) | P     | Claudio Mantovani |
|    | Italia (bandiera) | A     | Mario Meggiorini  |
|    | Italia (bandiera) | P     | Lino Minotti      |
|    | Italia (bandiera) | D     | Giuseppe Radice   |
|    | Italia (bandiera) | A     | Ambrogio Redaelli |
|    | Italia (bandiera) | C     | Angelo Rimoldi    |
|    | Italia (bandiera) |       | Robbiati          |
|    | Italia (bandiera) | D     | Guido Rosina      |
|    | Italia (bandiera) |       | Vian              |
|    | Italia (bandiera) | A     | Giampaolo Villa   |
|    | Italia (bandiera) | C     | Guido Zagano      |